# 欧勝竜健汰
欧勝竜 健汰（おうしょうりゅう けんた、1996年4月22日 - ）は、大阪府東大阪市出身で、鳴戸部屋所属の現役大相撲力士。本名は元林 健治（もとばやし けんじ）。身長178.5cm、体重168.6kg、血液型はB型。最高位は東幕下2枚目（2025年5月場所）。

## 来歴

### 入門前
3歳の頃に第65代横綱・貴乃花の相撲を見て憧れを抱き、地元の東大阪相撲道場で相撲を始めた。東大阪市立玉美小学校4年次から大東市相撲連盟に移籍し、5年次にわんぱく相撲全国大会と全日本小学生相撲優勝大会で16強入りしている。東大阪市立若江中学校では、2年次に全国都道府県中学生相撲選手権大会でベスト16の成績を残す。近畿大学附属高校に進学すると、2年次に全国高等学校相撲選抜大会2位、3年次に高校総体で団体2位、個人ベスト16の成績を残した。貴景勝（本名：佐藤 貴信）とはアマチュア時代に2勝2敗と五分の対戦成績であり、複数の相撲部屋からの勧誘も受けていたが、高校卒業後は近畿大学経営学部経営学科に進学。大学の同期に翠富士と錦富士（ともに2年次中退）らがいる。大学では1年次に西日本学生相撲新人選手権大会で優勝したことに始まり計9個の個人タイトルを獲得。他には、2年次に国民体育大会相撲競技成年の部ベスト8、3年次に全国学生相撲選手権大会個人準優勝の成績を残し、三段目最下位格付出の資格を得ている。しかし、大学2年次に左眼に網膜剥離を患って手術を受けて以降は当初の押し相撲から四つ相撲に変更していたこともあり、主将を務めた4年次には幕下・三段目付出資格の対象となる大会ではすべて予選敗退し、付出資格は取得できなかった。

### 入門後
2019年3月26日に、大相撲の鳴戸部屋へ入門することを発表。師匠の15代鳴戸（元大関・琴欧洲）には小学校の時から声をかけてもらっており、2017年に創設されたばかりの新興部屋で雰囲気が良いと感じたことを入門理由に挙げている。鳴戸部屋にとって初めての相撲経験者であり、入門直後の時点で15代鳴戸からは「稽古場で一番強い」と評価を受けた。なお、相撲の取り口は、大相撲入門を機に元の押し相撲に戻した。
2019年5月場所初土俵。同年5月7日に行われた新弟子検査の前に23歳の誕生日を迎えていたため、スポーツ経験者への年齢制限緩和措置が取られての入門となった。初土俵同期生には東白龍らがいる。序ノ口に上がった7月場所では同部屋の櫻井、丸勝とともに7戦全勝として、史上初の同部屋力士3人による優勝決定巴戦を制して序ノ口優勝を飾った。序二段に上がった9月場所では碧海浜との優勝決定戦を制した。三段目に上がった11月場所も、勝てば優勝の7番相撲で、元高校横綱の北の若を相手に、立合いが合わない場面もあったが勝利して、三段目優勝を飾った。
2020年1月場所は東幕下14枚目に番付を上げた。この場所を7戦全勝とした場合、28連勝となって常幸龍の持つ初土俵から27連勝の記録を更新するだけでなく、所要5場所での十両昇進となれば付出入門者を除くと史上最速での関取昇進となる可能性があった。しかし、7日目の4番相撲で琴太豪に敗れて、連勝は24で止まった。7日目の朝に近畿大学相撲部監督の伊東勝人の訃報が耳に入っており、恩師の突然の死にショックを受けていたこともプロ初黒星の背景にあった。翌3月場所より師匠である15代鳴戸の現役名「琴欧洲」から「欧」、父親と近大相撲部時代の恩師である伊東勝人の名、琴欧洲勝紀から「勝」、竜のように強くなるようにと「竜」を取り「欧勝竜健汰」へと改名した。入門して初めて迎えたご当所の場所でもあったが、この場所は2勝5敗と入門以来初めての負け越しに終わり、幕下上位の壁にぶつかった格好になった。翌5月場所は蜂窩織炎を発症し、場所途中から出場したものの2勝2敗3休で3場所連続の負け越しになった。続く7月場所は5勝2敗で4場所ぶりの勝ち越しとなった。同年9月場所2日目の1番相撲では宝香鵬と水入りの相撲となった(2番後取り直しの際に欧勝竜が寄り切りで白星)。その後幕下中位を推移していたが、2022年11月場所から3場所連続休場で、2023年5月場所は序二段まで番付を下げ、同場所は7戦全勝も優勝決定戦で聖富士に敗れ優勝は逃す。続く7月場所は三段目で6勝1敗としこちらも1場所で9月場所に幕下復帰。
2025年3月場所、幕下での初優勝を果たし、5月場所では自己最高位の東幕下2枚目に番付を上げたものの、初日の1番相撲から4連敗で負け越し、その後2連勝したものの7番相撲で幕内経験者の炎鵬に敗れ2勝5敗に終わる。

## エピソード
- 非常に稽古熱心な人物であり、師匠の15代鳴戸がオーバーワークを理由に稽古をやめさせたこともある[19]。
- 2020年3月場所では自ら志願し、一門の枠を超えて大学の先輩である德勝龍の付け人を務めた[20]。

## 主な成績

### 通算成績
2025年7月場所終了現在
- 通算成績：134勝82敗36休（37場所）

#### 連勝記録
最多連勝記録は、24連勝。序ノ口（優勝）、序二段（優勝）、三段目（優勝）と3場所連続7戦全勝優勝。
| 順位 | 連勝数 | 期間                                   | 止めた力士 | 備考                                                                       |
| ---- | ------ | -------------------------------------- | ---------- | -------------------------------------------------------------------------- |
| 5    | 24     | 2019年7月場所2日目～2020年1月場所5日目 | 琴太豪     | 同場所7日目に琴太豪に敗れた。序ノ口デビューからの連勝記録としては歴代3位。 |

- 順位は幕下以下における連勝記録の順位を示している。

### 各段優勝
- 幕下優勝：1回（2025年3月場所）
- 三段目優勝：1回（2019年11月場所）
- 序二段優勝：1回（2019年9月場所）
- 序ノ口優勝：1回（2019年7月場所）

### 場所別成績
| | 一月場所 初場所（東京） | 三月場所 春場所（大阪）   | 五月場所 夏場所（東京） | 七月場所 名古屋場所（愛知） | 九月場所 秋場所（東京） | 十一月場所 九州場所（福岡） |
| --- | ----------------------- | ------------------------- | ----------------------- | --------------------------- | ----------------------- | --------------------------- |
| 2019年 （平成31年 /令和元年） | x                       | x                         | （前相撲）              | 東序ノ口28枚目 優勝 7–0     | 東序二段16枚目 優勝 7–0 | 東三段目21枚目 優勝 7–0     |
| 2020年 （令和2年） | 東幕下14枚目 4–3        | 西幕下10枚目 2–5          | 感染症拡大 により中止   | 西幕下19枚目 5–2            | 東幕下9枚目 3–4         | 東幕下16枚目 5–2            |
| 2021年 （令和3年） | 西幕下7枚目 3–4         | 東幕下12枚目 2–5          | 東幕下21枚目 2–2–3      | 西幕下36枚目 5–2            | 西幕下23枚目 3–4        | 東幕下30枚目 6–1            |
| 2022年 （令和4年） | 西幕下11枚目 1–6        | 東幕下36枚目 4–3          | 東幕下27枚目 6–1        | 西幕下10枚目 3–1–3          | 西幕下10枚目 3–4        | 東幕下17枚目 休場 0–0–7     |
| 2023年 （令和5年） | 西幕下57枚目 休場 0–0–7 | 西三段目37枚目 休場 0–0–7 | 西序二段7枚目 7–0       | 東三段目16枚目 6–1          | 東幕下39枚目 4–3        | 西幕下30枚目 5–2            |
| 2024年 （令和6年） | 西幕下21枚目 1–6        | 東幕下47枚目 4–3          | 東幕下39枚目 2–3–2      | 西幕下54枚目 休場 0–0–7     | 西三段目34枚目 5–2      | 東三段目11枚目 5–2          |
| 2025年 （令和7年） | 東幕下48枚目 5–2        | 東幕下28枚目 優勝 7–0     | 東幕下2枚目 2–5         | 西幕下11枚目 3–4            | x                       | x                           |
| 各欄の数字は、「勝ち-負け-休場」を示す。 優勝 引退 休場 十両 幕下 三賞：敢=敢闘賞、殊=殊勲賞、技=技能賞 その他：★=金星 番付階級：幕内 - 十両 - 幕下 - 三段目 - 序二段 - 序ノ口 幕内序列：横綱 - 大関 - 関脇 - 小結 - 前頭（「#数字」は各位内の序列） |                         |                           |                         |                             |                         |                             |

## 改名歴
- 元林 健治（もとばやし けんじ）2019年5月場所 - 2020年1月場所
- 欧勝竜 健汰（おうしょうりゅう けんた）2020年3月場所 -